# Base Artigas
Pour les articles homonymes, voir Artigas (homonymie).
La Base Artigas (en espagnol : Base Científica Antártica Artigas) est une  base scientifique antarctique permanente de l'Uruguay installée sur l'île du Roi-George (Îles Shetland du Sud) et accordée par le Traité sur l'Antarctique.

## Organisation
La base dépend de l'Uruguayan Antarctic Institute (en). Elle se trouve proche  de la Base antarctique Bellingshausen russe
La base fonctionne toute l'année, avec un effectif de 8 à 9 personnes en hiver et peut accueillir jusqu'à 60 personnes en été. Depuis 1985, elle exploite en permanence une station météorologique faisant partie du réseau météorologique mondial. Pendant les mois d'été, des équipes de chercheurs participent à des activités scientifiques liées aux études de la glaciologie, de la paléontologie, des marées océaniques, de la vie animale, de la psychologie de l'homme antarctique et à d'autres projets.

## Infrastructure
La base est répartie sur 13 bâtiments et produit son électricité grâce à 3 générateurs au diesel. Sa consommation annuelle en eau est de 160.000 litres.
Elle dispose d'un cabinet médical de 30 m² fonctionnant avec un médecin et deux lits pour les patients.
La base est ravitaillée par bateau en janvier et par 7 vols aériens d'un Hercule C-130. Des avions légers sont disponibles de décembre à mars.
|                                                |
| Localisation des bases sur l'île du Roi-George |